# 카탈루냐 이름 및 표제 전거 파일
카탈루냐 이름 및 표제 전거 파일(Name and Title Authority File of Catalonia, CANTIC)은 카탈루냐 국립도서관이 주도하는 카탈루냐 대학교 연합 목록(CCUC) 내의 전거 통합 목록이다. 이 목록의 목표는 서지 목록에서 접근점을 표준화하고, 목록 간의 의사소통을 개선하며, 무엇보다 정보 검색 및 조회를 더 쉽게 만드는 것이다. CANTIC은 카탈루냐 문화와 관련된 이름 및 표제 전거에 특별한 처리를 한다. 이러한 전거는 완전한 전거 작업을 거치며, 최종적으로 카탈루냐어 백과사전(Enciclopèdia Catalana)에 대한 접근을 제공한다.

## 정의 및 목표
CANTIC은 카탈루냐 도서관들이 협력하여 만든 전거 기록 목록이 되는 것을 목표로 한다. 이러한 기록은 카탈루냐 서지 기록의 이름, 이름-표제 및 표제 접근점에 대한 전거 제어를 통해 생성되어야 한다. 이는 목록의 접근점의 표준화 및 고유성을 보장하며, 서지 기록의 교환 및 더 효율적인 의사소통을 용이하게 하고, 결국 사용자가 지원받는 정확하고 철저한 검색을 수행할 수 있도록 한다.
CANTIC은 카탈루냐 도서관 시스템의 목록을 표준화하고 일관성을 부여하는 국가 서비스이다. 이는 2004년 7월 20일 카탈루냐 정부의 협정에 따라 카탈루냐 도서관 시스템의 개선 및 현대화 틀 내에서 고안된 미래 카탈루냐 통합 목록(CUC) 생성을 촉진하는 도구이다.

## 유지 및 갱신
CANTIC의 전거 기록은 국제 목록 원칙과 CCUC가 승인한 카탈루냐 도서관 사양에 따라 생성된다. 기록은 MARC 21로 인코딩된다. 관련 기관이 전거 기록을 작성하는 절차를 담은 CANTIC 가이드도 있다. 서지 표준화 서비스는 모든 참가자에게 교육 및 지원을 제공하고 전거 기록의 품질을 보장하는 역할을 한다. 새로운 전거 기록의 지속적인 도입은 CANTIC을 영구적인 변환 및 변화 과정에 있는 살아있는 유기체로 만든다. 데이터베이스 내용의 갱신은 매월 이루어지며 카탈루냐 도서관 웹사이트에서 확인할 수 있다.